# Florin Șoavă
Florin Costin Șoavă(n. 24 iulie 1978) este un fost fotbalist român, actualmente antrenor la Sporting Roșiorii de Vede. A bifat 22 de meciuri în echipa națională a României.